# تشارالامبوس مافرياس
تشارالامبوس مافرياس (باليونانية: Χάρης Μαυρίας) (21 فبراير 1994 اليونان - ) هو لاعب كرة قدم يوناني، يلعب كلاعب وسط.

## مسيرته الكروية
لعب تشارالامبوس مافرياس خلال مسيرته الاحترافية مع 7 أندية في ثلاثة عشر موسمًا وسجل خلالها 7 أهداف ضمن 141 مباراة. ولم يفز بأي موسم بالكأس أو بالدوري.
خاض تشارالامبوس مافرياس مسيرته مع نادي باناثينايكوس في موسم 2010–11 في المرة الأولى واستمر معه طيلة ثلاثة مواسم ثم في موسم 2014–15 لمدة موسم واحد، مشاركًا طوالها في 54 مباراة سجل خلالها 3 أهداف. ثم انتقل إلى نادي سندرلاند في موسم 2013–14 واستمر معه طيلة ثلاثة مواسم، حيث شارك في 4 مباريات ولم يسجل أي هدف. لينتقل بعدها إلى نادي فورتونا دوسلدورف في موسم 2015–16 لمدة موسم واحد، مشاركًا في 15 مباراة سجل خلالها هدفًا واحدًا. ثم انتقل إلى نادي كارلسروه في موسم 2016–17 لمدة موسم واحد، مشاركًا في 22 مباراة ولم يسجل أي هدف. هذا وانتقل لاحقًا إلى نادي رييكا في موسم 2017–18 لمدة موسم واحد، مشاركًا في 6 مباريات ولم يسجل أي هدف أيضًا. ثم انتقل بعدها إلى نادي أومونيا في موسم 2018–19 ولمدة موسمين، مشاركًا في 38 مباراة سجل خلالها 3 أهداف.

## روابط خارجية
- تشارالامبوس مافرياس على موقع الاتحاد الدولي (مؤرشف)  (الإنجليزية)
- تشارالامبوس مافرياس على موقع الاتحاد الأوربي (الإنجليزية)
- تشارالامبوس مافرياس على موقع إي إس بي إن إف سي (الإنجليزية)
- تشارالامبوس مافرياس على موقع قاعدة بيانات كرة القدم.إي يو (الإنجليزية)
- تشارالامبوس مافرياس على موقع ناشيونال فوتبول تيمز (الإنجليزية)
- تشارالامبوس مافرياس على موقع Soccerbase.com (لاعب) (الإنجليزية)
- تشارالامبوس مافرياس على موقع Soccerway.com (الإنجليزية)
- تشارالامبوس مافرياس على موقع عالم كرة القدم.نت (الإنجليزية)
- تشارالامبوس مافرياس على موقع AS.com (الإسبانية)